# Wolfgang Zuckschwerdt
Wolfgang Zuckschwerdt [Wolfgang Cukšvert], (* 5. květen 1949) je bývalý reprezentant Východního Německa v judu.

## Sportovní kariéra

### Úspěchy
- bronzová medaile z mistrovství světa z roku 1973 bez rozdílu vah
- 7 medailí z mistrovství Evropy (3x váhová kategorie, 4x bez rozdílu vah)

### Zajímavosti
Patřil k osobnostem evropské těžké váhy poloviny 70. let 20. století. Svými výkony navazoval na úspěchy Niemanna a Henninga. Specializoval se na kategorii bez rozdílu vah. Přesto jeho jméno není mimo Braniborsko příliš známé. Důvodem je především jeho neúčast na olympijských hrách. V roce 1972 ho v kvalifikaci brzdilo zranění kolene a v roce 1976, kdy byl na vrcholu sil, se rozhodl přerušit kariéru kvůli vážné nemoci své matky. Sportovní kariéru ukončil na konci roku 1977. Věnoval se trenérské činnosti. Vychoval několik reprezentantů Německa a například svojí svěřenku Köppen si po skončení její kariéry vzal za ženu.

## Výsledky

### Váhové kategorie
| Turnaj             | 1973       | 1974       | 1975       | 1976       | 1977       |
| Turnaj             | 24         | 25         | 26         | 27         | 28         |
| Turnaj             | těžká váha | těžká váha | těžká váha | těžká váha | těžká váha |
| ------------------ | ---------- | ---------- | ---------- | ---------- | ---------- |
| Mistrovství světa  | úč.        | -          | úč.        | -          | -          |
| Mistrovství Evropy | ?          | 3.         | 3.         | dns        | 3.         |

### Bez rozdílu vah
| Turnaj             | 1973 | 1974 | 1975 | 1976 | 1977 |
| Turnaj             | 24   | 25   | 26   | 27   | 28   |
| ------------------ | ---- | ---- | ---- | ---- | ---- |
| Mistrovství světa  | 3.   | -    | úč.  | -    | -    |
| Mistrovství Evropy | 3.   | 3.   | 3.   | dns  | 2.   |

## Podrobnější výsledky

### Olympijské hry
nestartoval

### Mistrovství světa
| Rok     | Kategorie  |  | 1/32                     | 1/16                | čtvrtfinále            | semifinále | finále |
| ------- | ---------- |  | ------------------------ | ------------------- | ---------------------- | ---------- | ------ |
| MS 1973 | těžká váha |  | výhra William Partington | výhra Miloš Kovačík | prohra Čonosuke Takagi | -          | -      |
| MS 1975 | těžká váha |  | prohra Radomir Kovačević | -                   | -                      | -          | -      |

### Mistrovství světa - bez rozdílu vah
| Rok     |  | 1/64      | 1/32                   | 1/16                  | čtvrtfinále          | semifinále           | o bronz            |
| ------- |  | --------- | ---------------------- | --------------------- | -------------------- | -------------------- | ------------------ |
| MS 1973 |  | volný los | výhra Vitalij Kuzněcov | výhra François Besson | výhra Santiago Ojeda | prohra Haruki Uemura | výhra Vasil Penčev |
| MS 1975 |  | volný los | výhra Waldemar Zausz   | výhra Miloš Kovačík   | prohra Imre Varga    | -                    | -                  |